# Apamea amanda
Apamea amanda là một loài bướm đêm trong họ Noctuidae.